# غرير ابن مقرض البورينوي
غرير ابن مقرض البورينوي (الاسم العلمي: Melogale everetti)، نوع من جنس غرير ابن مقرض وفصيلة ابن عرس.
هو حيوان ليلي ومعظم قوته اللحوم ولكن قد يأكل بعض النباتات. بما في ذلك الحشرات والقواقع وديدان الأرض والسحالي والطيور الصغيرة والجرذان (بما في ذلك الجثث) والفاكهة. وبالنظر إلى نظامه الغذائي المتنوع، فقد تم تسجيله في موقع تفريغ نفايات صغير على جانب الطريق في عام 2003. أما تدابير الحفظ المعروفة الوحيدة فهي أنه محمي بموجب قانون المحافظة على الحياة البرية لعام 1997 باسم "Melogale personata" ويوجد في حديقة كينابالو.

## التوزيع والموطن
ولا يُعرف وجود هذا النوع من غرير ابن مقرض على وجه اليقين إلا في غابات المرتفعات على جبل كينابالو والمناطق المجاورة في صباح، ماليزيا، ولكن يُشتبه في وجوده في أماكن أخرى في بورنيو، بما في ذلك بروناي وكليمنتان (إلى إندونيسيا) وساراواك (إلى ماليزيا). أكبر خطر عليه هو فقدان الموائل من خلال إزالة الغابات السريعة في بورنيو.